# Pipturus cinnamomeus
Pipturus cinnamomeus är en nässelväxtart som beskrevs av Henry Nicholas Ridley. Pipturus cinnamomeus ingår i släktet Pipturus och familjen nässelväxter. Inga underarter finns listade i Catalogue of Life.